# Partit Democràtic Popular (Japó)
El Partit Democràtic Popular (en japonès: 国民民主党, Kokumin Minshu Tô; es podria traduir també per "Partit Nacional Democràtic") és un partit polític japonès de centre i ideologia liberal. 

## Història
Va ser fundat el 7 de maig de 2018 com a la unió del Partit de l'Esperança (tot i que aquest partit continua existint amb els membres que no es van passar al PDP) i amb el grup a la Dieta Nacional del Japó del Partit Democràtic. Estava previst que el partit es diguera "Partit Democràtic Nacional", però a la fi els líders van triar l'actual nom.
Yuichiro Tamaki del Partit de l'Esperança i el líder del DP, Kohei Otsuka van esdevenir colíders del nou partit fins que Tamaki va guanyar un mandat de 3 anys com a únic líder del partit el setembre de 2018. El Partit Liberal es va fusionar amb el PDP l'abril de 2019 però les faccions d'esquerres dins del partit, liderades per Tarō Yamamoto, es van negar a fusionar-se amb el PDP i van fundar el partit Reiwa Shinsengumi.

## Resultats electorals

### Cambra de Representants
| Any  | Líder           | Escons   | Escons | Pos. | Circum.   | Circum. | Vots del bloc RP | Vots del bloc RP | Govern   |
| Any  | Líder           | Escons   | ±      | Pos. | Vots      | %       | Vots             | %                | Govern   |
| ---- | --------------- | -------- | ------ | ---- | --------- | ------- | ---------------- | ---------------- | -------- |
| 2021 | Yuichiro Tamaki | 11 / 465 |        | 5è   | 1,246,812 | 2.17%   | 2,593,396        | 4.51%            | Oposició |
| 2024 | Yuichiro Tamaki | 28 / 465 | 17     | 4t   | 2,349,584 | 4.33%   | 6,172,427        | 11.32%           | Oposició |

### Cambra de Consellers
| 2019                                                                             | Yuichiro Tamaki | 6 / 124  |    | 21 / 248 | 6è | 3,256,859 | 6.47%  | 3,481,078 | 6.95%  | Oposició |
| Partits successors: Partit Democràtic Constitucional i Partit Democràtic Popular |                 |          |    |          |    |           |        |           |        |          |
| 2022                                                                             | Yuichiro Tamaki | 5 / 125  |    | 10 / 248 | 6è | 2,038,655 | 3.83%  | 3,159,657 | 5.96%  | Oposició |
| 2025                                                                             | Yuichiro Tamaki | 17 / 125 | 12 | 22 / 248 | 3r | 7,180,651 | 12.15% | 7,620,480 | 12.88% | Oposició |